# Os Sete de Chicago

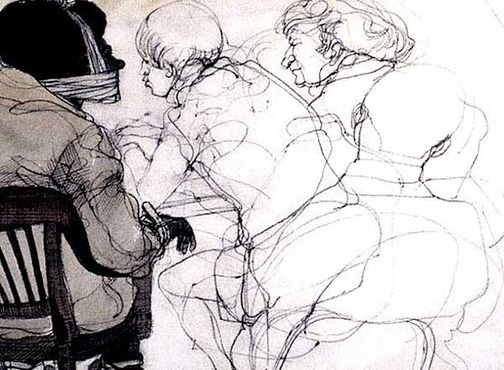
Bobby Seale retratado por Franklin McMahon no julgamento.

Os Sete de Chicago (em inglês: Chicago Seven); originalmente Oito de Chicago (em inglês: Chicago Eight) e também conhecido como Conspiracy Eight ou Conspiracy Seven (em inglês: Conspiracy Eight ou Conspiracy Seven; romaniz.: lit. "Conspiração dos Oito" ou "Conspiração dos Sete") é como ficaram conhecidos sete réus — Abbie Hoffman, Jerry Rubin, David Dellinger, Tom Hayden, Rennie Davis, John Froines e Lee Weiner — acusados pelo governo dos Estados Unidos de conspiração, incitação a revolta e outras acusações relacionadas a protestos contraculturais e contra a Guerra do Vietnã ocorridos em Chicago, Illinois, na ocasião da Convenção Nacional Democrata de 1968. Bobby Seale, o oitavo homem acusado, teve seu julgamento interrompido durante o processo, diminuindo o número de réus de oito para sete. Seale foi condenado a quatro anos de prisão por desacato ao tribunal, embora essa decisão tenha sido revertida posteriormente. Depois de um julgamento federal que resultou em absolvições e condenações, seguido de apelações e reversões, alguns dos sete acusados foram finalmente condenados, embora todas as condenações tenham sido revertidas.

## Circunstâncias
A Convenção Nacional Democrata de 1968 foi realizada em Chicago no final de agosto, para selecionar os candidatos do partido para a eleição presidencial de novembro de 1968. Antes e durante a convenção — que aconteceu no International Amphitheatre —, manifestações, marchas e tentativas de marchas aconteceram nas ruas e nos parques à beira do lago, a cerca de oito quilômetros do local da convenção. Essas atividades foram realizadas principalmente em protesto às políticas do presidente Lyndon B. Johnson para a Guerra do Vietnã, políticas que foram vigorosamente contestadas durante a campanha primária presidencial e dentro da convenção.
Grupos antiguerra pediram à prefeitura de Chicago que autorizasse a marcha de oito quilômetros, partindo do distrito comercial central (o Chicago Loop), até o local da convenção, para realizar uma série de comícios nos parques à beira do lago, perto da convenção, e também acampar no Lincoln Park. A prefeitura negou todas as permissões, exceto por uma tarde de reunião na velha concha acústica na extremidade sul do Grant Park. A cidade também impôs um toque de recolher às 11 horas no Lincoln Park. Confrontos com os manifestantes se seguiram à medida que a polícia reforçou o toque de recolher, interrompeu as tentativas de marchar para o International Amphitheatre e retirou multidões das ruas.
O comício do Grant Park na quarta-feira, 28 de agosto de 1968, contou com a participação de cerca de 15 mil manifestantes; outras atividades próximas envolveram centenas ou milhares de manifestantes. Após o grande comício fora do local, vários milhares de manifestantes tentaram marchar para o International Amphitheatre, mas foram parados em frente ao Conrad Hilton Hotel, onde os candidatos à presidência e suas campanhas estavam sediados. A polícia trabalhou para empurrar os manifestantes para fora da rua, usando gás lacrimogêneo, confrontos verbais e físicos com cassetetes para espancar pessoas; os manifestantes retaliaram atirando pedras e garrafas e danificando propriedades comerciais privadas. A polícia fez dezenas de prisões. As redes de televisão transmitiram imagens desses confrontos violentos , cortando os discursos de indicação dos candidatos à presidência.
Ao longo de cinco dias e noites, a polícia fez inúmeras detenções, além de usar gás lacrimogêneo, spray de pimenta e cassetetes nos manifestantes. Centenas de policiais e manifestantes ficaram feridos. Dezenas de jornalistas cobrindo as ações também foram espancados pela polícia ou tiveram câmeras destruídas com suas filmagens confiscadas. No rescaldo que mais tarde foi caracterizado como um "conflito policial" pela Comissão Nacional das Causas e Prevenção da Violência dos EUA, um júri federal indiciou oito manifestantes e oito policiais.

## Júri e acusação formal
Após a convenção de 9 de setembro de 1968, um júri federal foi convocado para considerar as acusações criminais. O grande júri concentrou-se nas possíveis motivações das acusações em quatro áreas:
- Uma conspiração dos manifestantes para cruzar as linhas estaduais e incitar distúrbios;
- Violações da polícia dos direitos civis dos manifestantes pelo uso de força excessiva;
- Violações da rede de TV do Federal Communications Act;
- e violações da rede de TV das leis federais de escuta.

Ao longo de mais de seis meses, o júri se reuniu 30 vezes e ouviu cerca de 200 testemunhas. O procurador-geral do presidente Lyndon Johnson, Ramsey Clark, desencorajou uma acusação, acreditando que a violência durante a convenção foi causada principalmente pelo mau uso dos protestos pela polícia de Chicago. O grande júri retornou as acusações somente depois que o presidente Richard Nixon assumiu o cargo e John Mitchell assumiu a Procuradoria Geral. Em 20 de março de 1969, oito manifestantes foram acusados de vários crimes federais e oito policiais foram acusados de violações dos direitos civis.
Os oito réus foram acusados de acordo com as disposições antirrevolta do Civil Rights Act de 1968, que tornou um crime federal atravessar fronteiras estaduais com a intenção de incitar revolta.
Os Oito de Chicago foram acusados de três tipos de crimes:
- Que todos os oito réus  teriam conspirado (junto com outros 16 co-conspiradores que não foram indiciados) para cruzar fronteiras estaduais para incitar uma revolta, ensinar a fabricação de um dispositivo incendiário, e cometer atos para impedir os policiais em seus deveres legais.
- David Davidinger, Rennie Davis, Tom Hayden, Abbie Hoffman, Jerry Rubin e Bobby Seale teriam cruzado individualmente as fronteiras estaduais para incitar uma revolta.
- John Froines e Lee Weiner instruíram outras pessoas na construção e uso de um dispositivo incendiário. Os 16 supostos co-conspiradores que evitaram a acusação foram: Wolfe B. Lowenthal, Stewart E. Albert, Sidney M. Peck, Kathy Boudin, Corina F. Fales, Benjamin Radford, Thomas W. Neumann, Craig Shimabukuro, Bo Taylor, David A Baker, Richard Bosciano, Terry Gross, Donna Gripe, Benjamin Ortiz, Joseph Toornabene e Richard Palmer.[5]

## Representações culturais
- The Trial of the Chicago 7